# ディズニーストア
ディズニーストア（Disney store）は、ディズニーブランド商品を独占的に販売する専門店チェーンである。

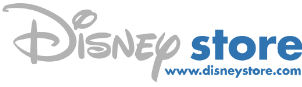
ロゴと公式サイト

運営はディズニー・エクスペリエンスである。

## 概要
| ディズニーストアがある主な国のサービス開始年 | ディズニーストアがある主な国のサービス開始年 | ディズニーストアがある主な国のサービス開始年 |
| 国                                           | 開業日                                       | 店舗数                                       |
| -------------------------------------------- | -------------------------------------------- | -------------------------------------------- |
| アメリカ合衆国                               | 1987年3月28日                                | 22                                           |
| イギリス                                     | 1990年11月                                   |                                              |
| 日本                                         | 1992年11月26日                               | 日本国内の店舗一覧                           |
| 香港                                         | 1993年                                       |                                              |
| フランス                                     | 1994年10月24日                               |                                              |
| 中華人民共和国本土                           | 2015年                                       |                                              |
| ドイツ（2度目）                              | 2017年11月9日                                |                                              |

1987年に、アメリカ・カリフォルニアのグランデールにあるショッピングセンター「Glendale Galleria」内に開業したのが、世界第一号店である。
誕生して間もない頃は、カリフォルニア州のディズニーランドの商品の予備もしくは在庫がそのままの形で販売されていた。しかし、独自で商品を開発するようになると、テーマパークの敷地外で公式商品を購入することができるという点が消費者に受け、ディズニーの財政を支える柱の一つとなっていった。
世界的に展開し、アメリカ合衆国、カナダ、イギリス、フランス、ドイツ、スペイン、イタリア、ベルギー、上海、日本のショッピングモールや商業地区に出店する。香港にもいくつかの店舗があったが、ほとんどが2、3年のうちに閉店し、現在では香港国際空港内の2店舗が「The Magic of Hong Kong Disneyland」に改称して存在するのみである。ちなみに、運営は、香港ディズニーランド・リゾートを経営・運営するディズニーと香港行政府の合弁会社「香港インターナショナルテーマパーク」である。
当初はすべての国でディズニーの直営で、1999年には、全世界で747店が展開されていたが、売り上げ低下などを理由にいくつかの企業に売却することとなった。2002年に日本店舗の営業権が売却され、2004年には北米店舗も同様に売却された。
各店舗では地域毎の「ディズニーリゾート」のテーマパーク・チケットを販売しており、北米では「ディズニーランド・リゾート」と「ウォルト・ディズニー・ワールド・リゾート」、ヨーロッパでは「ディズニーランド・パリ」、中国国内では「香港ディズニーランド・リゾート」及び「上海ディズニーリゾート」のチケットが購入可能である。
日本では一時期オリエンタルランド傘下であったことも影響して「東京ディズニーリゾート」のチケットが購入可能であったが、2015年現在、順次チケットの販売を終了し始めている。これは、OLCとの直接の関係が消滅していることもそうだが、OLCがeチケット購入への移行を促す目的もあると言われている（ディズニーストアでチケットを販売した場合、OLCからディズニーストアに対して販売額に応じて一定の手数料を支払う契約になっており、eチケットであれば自前のため、手数料を払わなくても良く所謂コストカットが可能である）。

## 北米での展開

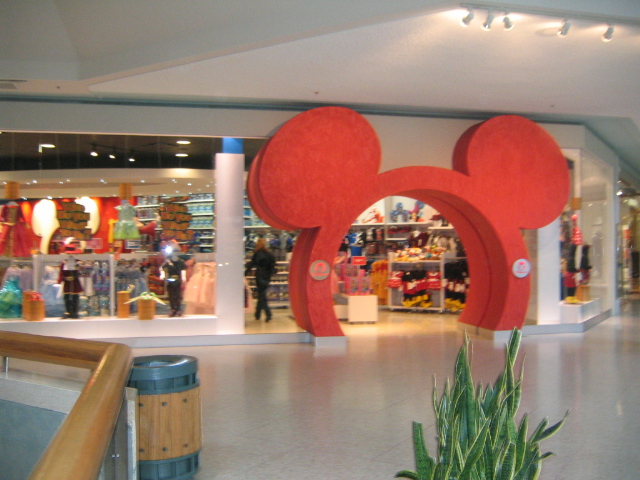
カナダのディズニーストア

2002年の日本店舗の売却に続き、北米でもショッピングモールを基盤としたチェーン展開に陰りが見えてきたことから、2004年11月に売却された。当初はウォルマートへの売却も検討されたが断られ、現在、アメリカ合衆国とカナダでは、子供向け衣料品店チェーンを展開するThe Children's Place, LLC.の完全子会社、Hoop Retail Storesが店舗を所有・運営している。Children's Placeはディズニーと長期のライセンス契約を結んでおり、契約期間は少なくとも50年に渡る。2021年にはSARSコロナウイルス2（新型コロナウイルス感染症）の流行によって大幅な売上減少やインターネット販売強化に伴い、北米にある60店舗のディズニーストアを閉鎖すると発表した。
Children's Placeは、店舗数の増大、小売価格初期値の引き下げ（ディズニーストアでは、当初は高めの小売価格を付けるものの、数週間後には実質的に値下げすることで知られていた）、アウトレット店の開店などにより、ディズニーストアブランドを再生するとしている。小売価格を引き下げても、運営コストを抑えるため、ディズニーストア商品に独特の高い利ざやは維持できるとする。

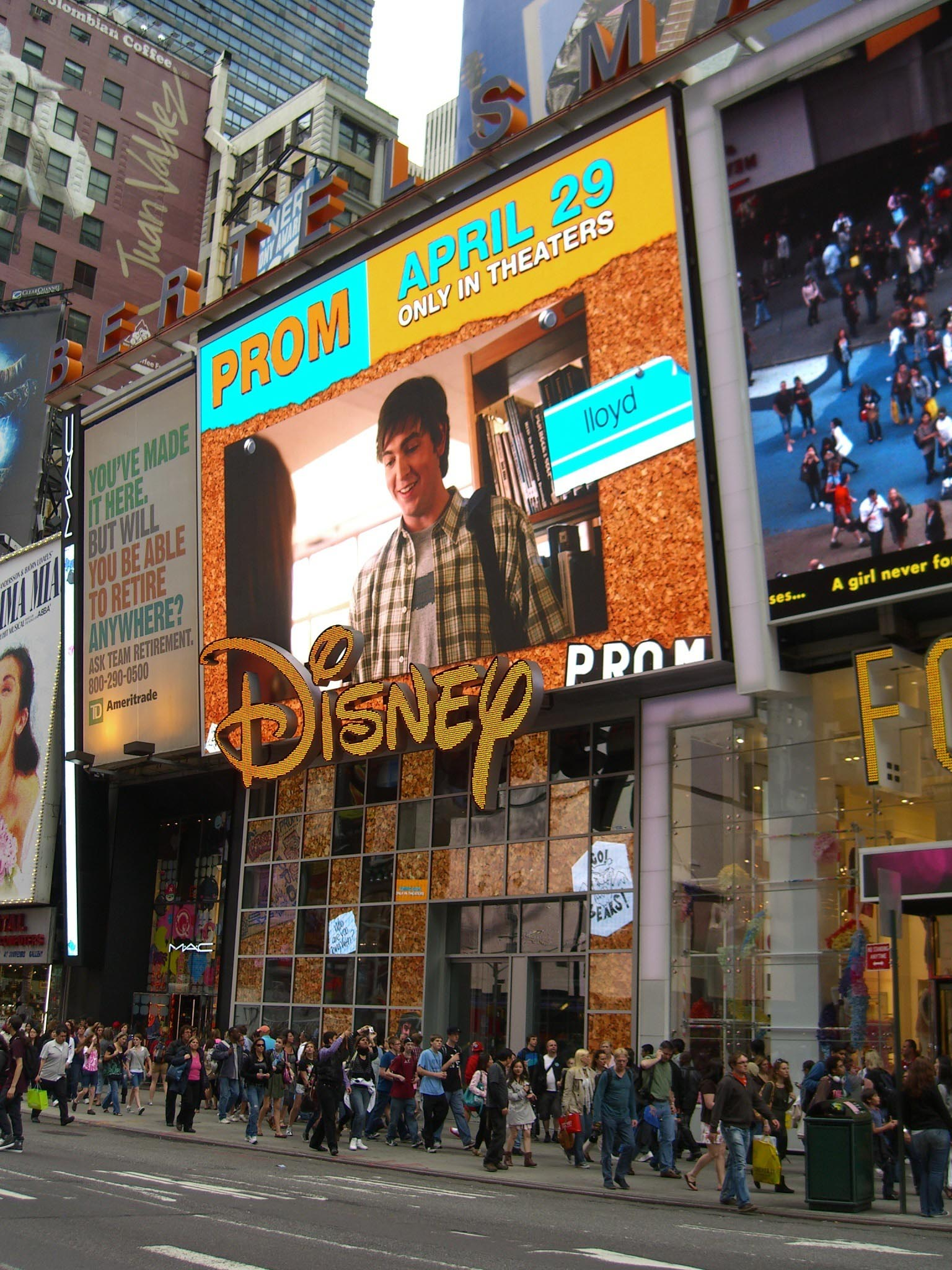
タイムズスクエア店

ディズニーでは直営の店舗として「ワールド・オブ・ディズニー」をニューヨークの5番街に展開している。また、カリフォルニア・バーバンクの「ウォルト・ディズニー・スタジオ」敷地内に、自社従業員と特別客のみが利用できる「ディズニーストア」を所有している。
現在のところ「www.disneystore.com」は、Children's Placeの運営するディズニーストアのものではなく、ディズニー運営の電子商店街「disneyshopping.com」への転送アドレスになっている。なお、Children's Placeは2007年にDisneyStore.comドメインを取得する見込みである。

## 欧州での展開

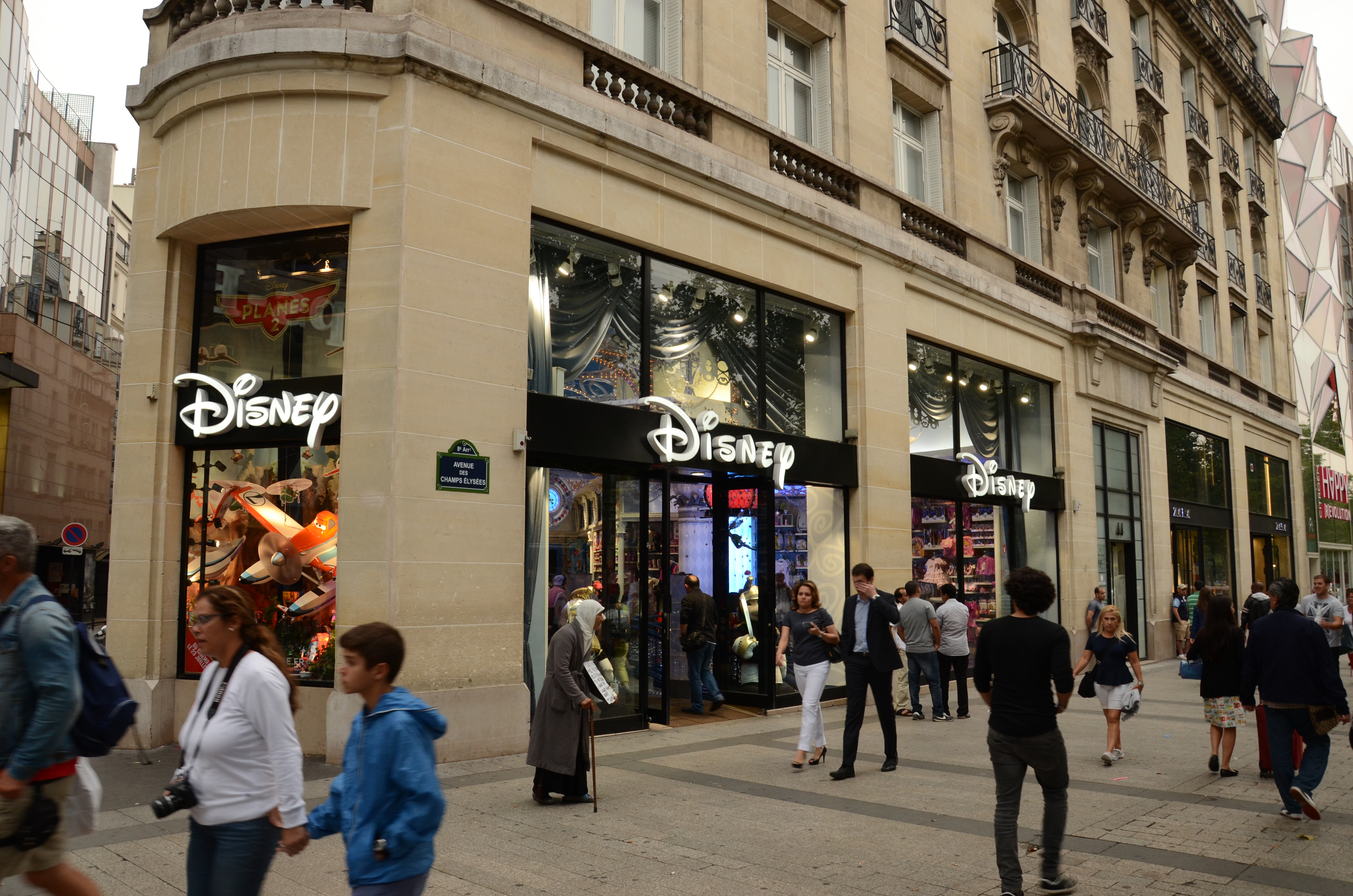
シャンゼリゼ通りのディズニーストア

ヨーロッパにある105店舗だけが、ディズニー直営として存続しているが、収益の減少により閉店の危機にさらされている。以前、不振に陥っている経営状況を改善するため、市場調査などが行われたりもしたが、結局、解決策は見出せないまま、2006年に調査は打ち切られた。2021年にはイタリアからの完全撤退を発表した。
世界で多くの店舗を売却したことで、ディズニー直営のうち旗艦店となる「ディズニーストア」は、イギリス・ロンドンのオックスフォード・ストリートにある店舗である。

## 日本での展開

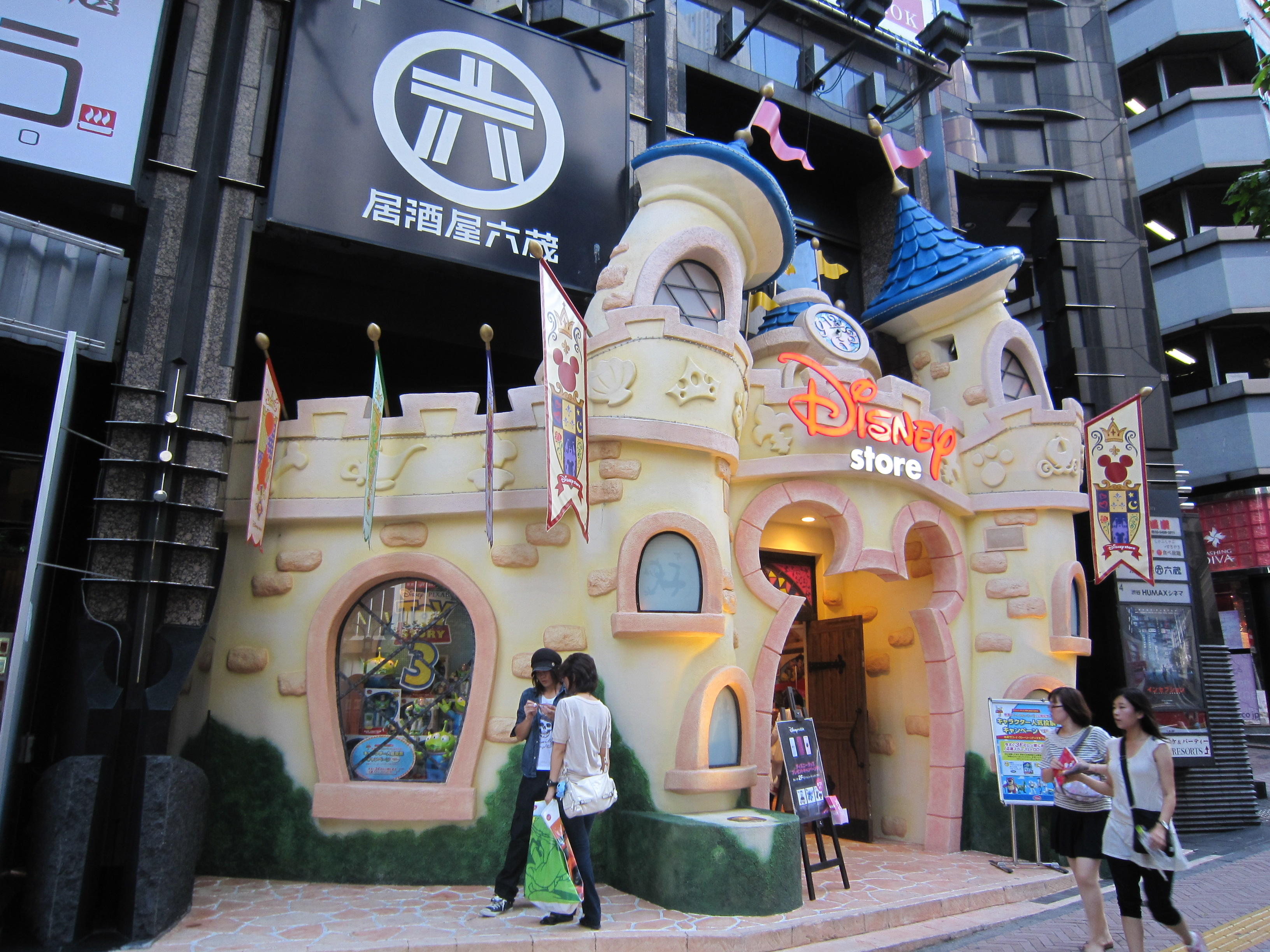
ディズニーストア渋谷店

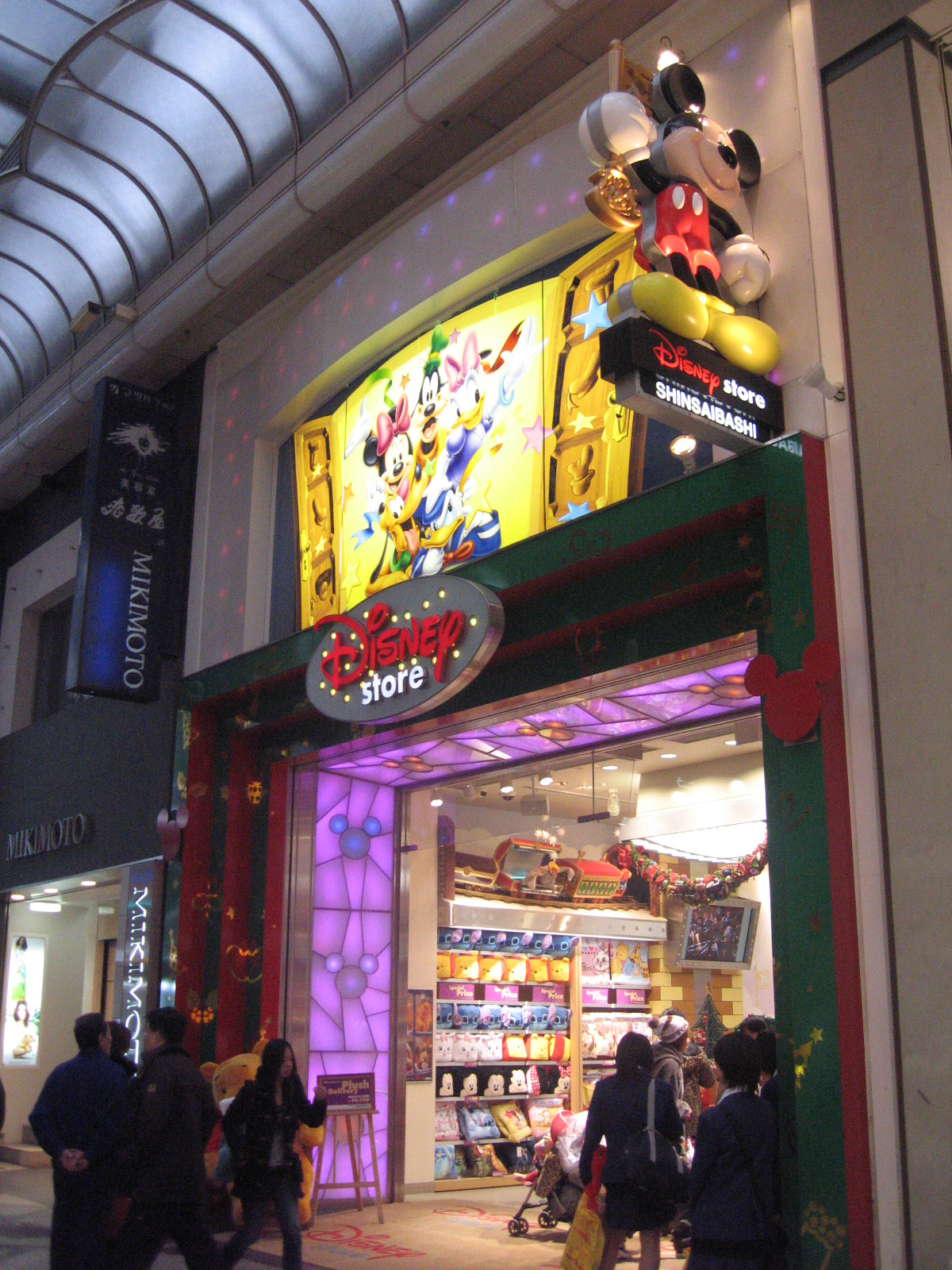
ディズニーストア心斎橋店

日本に於けるディズニーストアは、1991年に米国ウォルト・ディズニー社の100%出資子会社であるディズニー・スペシャルティ・リテイル ジャパン（DSRJ）、後のディズニーストア ジャパン（TDSJ）社が、1992年8月21日に横浜本牧のアスティ館1階に直営第一号店（本牧店）をオープンして始まった。
その後、国内でのディズニーストア事業はリテイルネットワークスとして分社化、2002年4月から東京ディズニーリゾートを運営するオリエンタルランド（OLC）傘下となり、TDRとの連携としてストア内にパークチケットの販売カウンターを追加する等の施策で利益拡大を狙ったが、ターゲットの絞込の迷走やマーケティング戦略の失敗などにより売上は伸びず2010年4月より再度WDJ傘下に戻り、GMやバイスプレジデントを一新した上で、現在は直営事業として運営されている。
旗艦店は千葉県浦安市舞浜にあるイクスピアリ内の「東京ディズニーリゾート店」と大阪府大阪市中央区心斎橋筋二丁目にある「心斎橋店」である。
ディズニーストア2店舗（渋谷公園通り店・心斎橋店）では、テレコムサービスとの協力体制により、ディズニー・モバイルの販売・変更手続き等を手がけている。また、各店舗およびオンラインショップでは、ディズニー・モバイル利用者向けに、ディズニーストア取扱商品の割引デーを月2回設けている。
店内でも、ディズニーパークで使われている用語に合わせているため、従業員を「キャスト」、訪れる客を「ゲスト」、店内を「オン・ステージ」、倉庫や事務所などの業務用区画を「バック・ステージ」といった呼び方をしている。また、キャストもオン・ステージではゲストに対して「ありがとうございました」「いらっしゃいませ」など一般的に使われる用語を使わないように指導されている。
2011年12月より、アジア地域での新コンセプト店舗への転換および新設を日本を先頭に順次行う方針としており、第1弾として同月には仙台市に新店舗を設置した。仙台市には、既存店として仙台ザ・モール長町店が、ザ・モール仙台長町本館3Fにあるが、こちらもリニューアルされた。
オンラインショップを直営ストアに一本化するため、2020年2月14日にディズニーストア楽天市場店の閉店およびAmazon.co.jpの出品を終了している。また、同年5月27日からオンラインショップの名称を「shopDisney」に改称することを5月19日に発表した。
ウォルト・ディズニーの生誕120周年を迎えた2021年12月5日、新しい旗艦店となる「ディズニーフラッグシップ東京」を東京都新宿区にオープンした。この店舗では他のディズニーストアとは異なり、本来であれば海外のテーマパークなどでしか購入できない限定商品などを販売する。
2022年は日本においてディズニーストア第1号店開業30周年を記念して、イベントを開催した。
2023年、オンラインショップの名称を「ディズニーストア.jp」に戻した。
2024年6月、OLCは同年7月から園外での東京ディズニーリゾートのグッズ購入サービスをディズニーストア.jpに統合させることを発表した。
- 日本国内店舗

## 中国での展開
香港では香港国際空港内に「ザ・マジック・オブ・香港ディズニーランド」に改称して存在する。

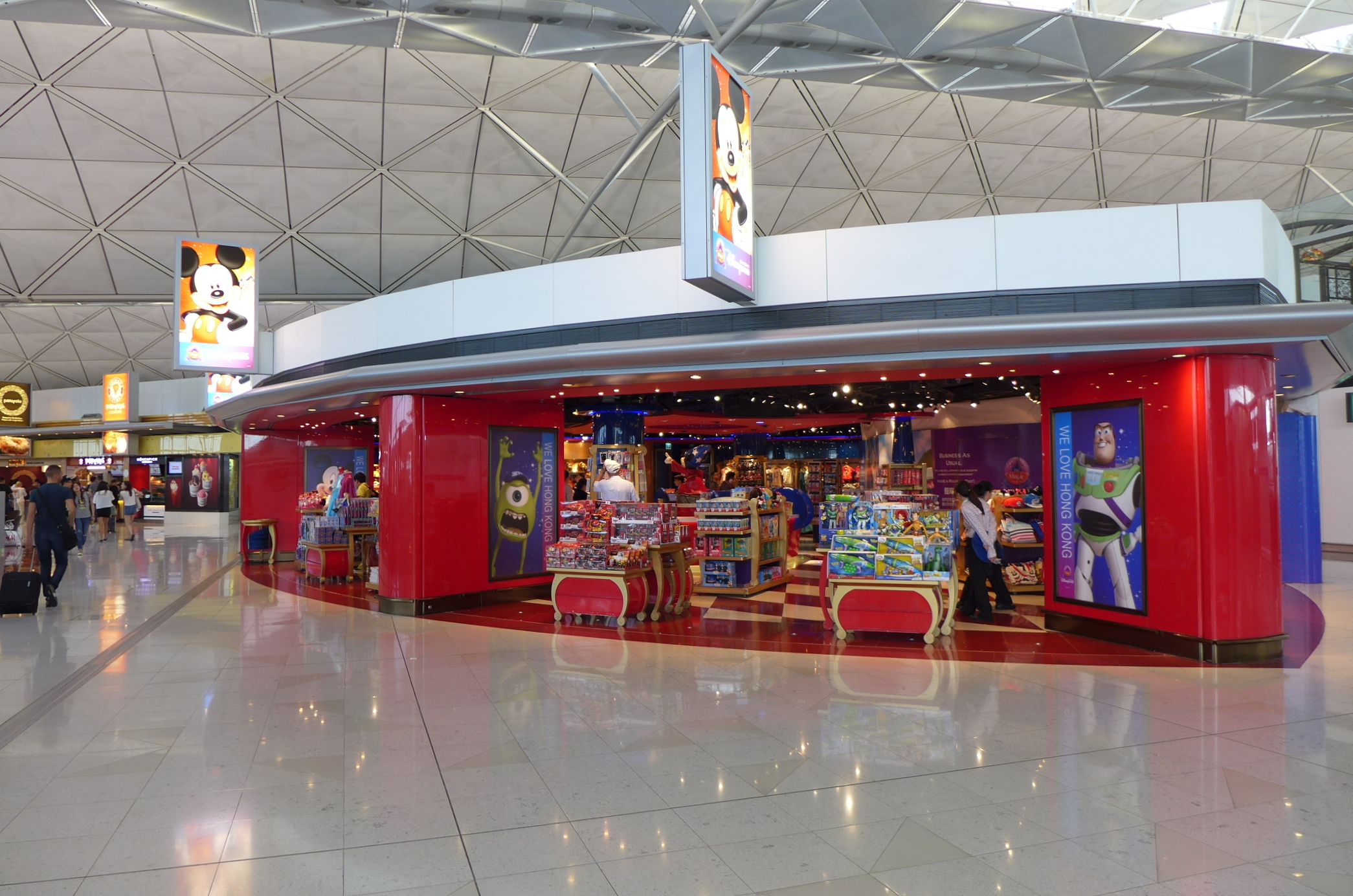
ザ・マジック・オブ・香港ディズニーランド

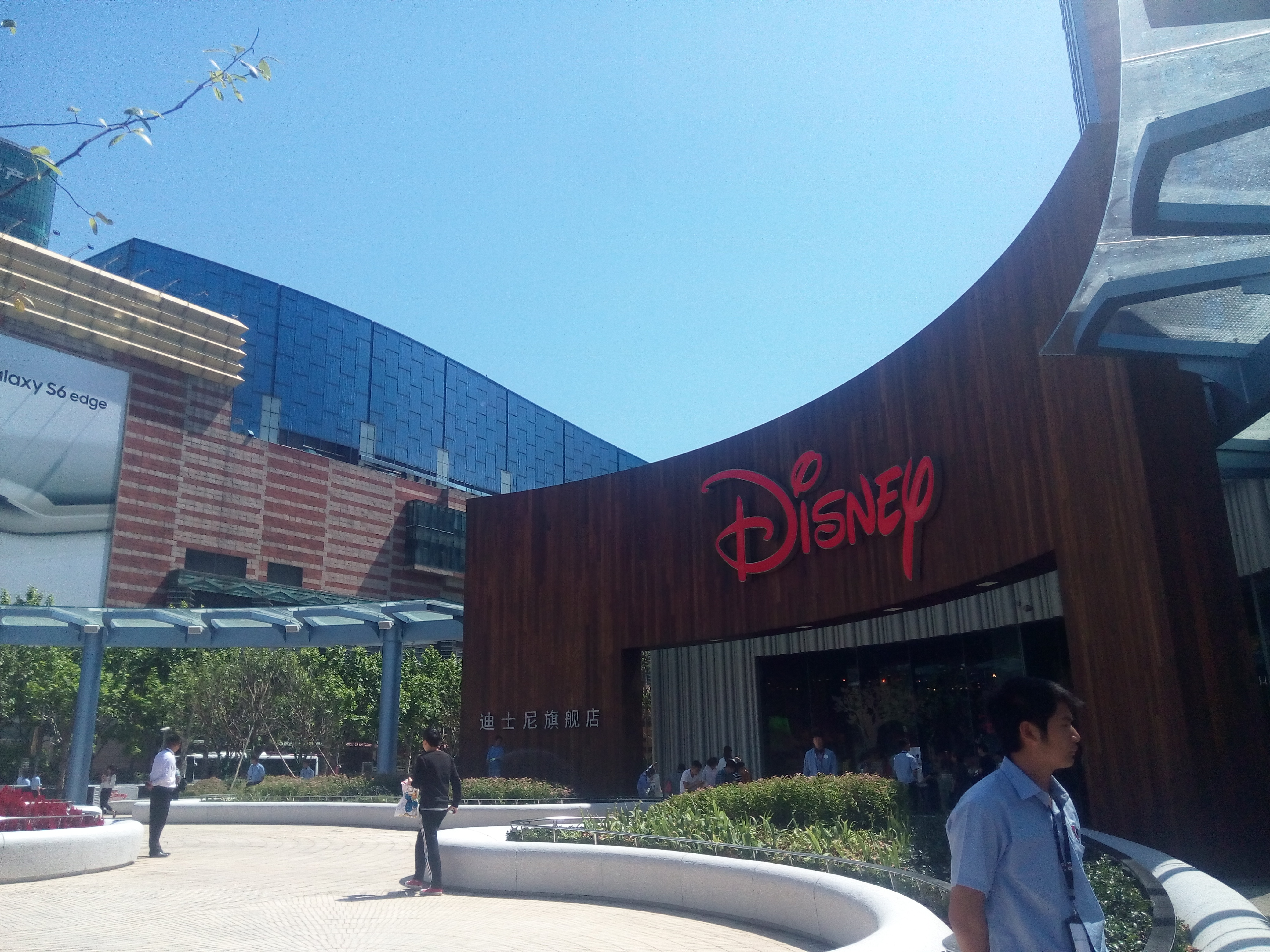
ディズニーストア上海店

2013年10月25日にディズニーは上海ディズニーランド（上海ディズニーリゾート）のオープンに伴って上海に世界最大面積（53,000平方）のディズニーストア誕生すると発表した。これ中国本土としては初となった。上海ディズニーリゾート開園の約1年前の2015年にディズニーストア 上海店はオープンした。 